# 斯韋熱耶湖
55°33′17.95″N 49°16′10.14″E / 55.5549861°N 49.2694833°E
斯韋熱耶湖（俄语：Свежее），是俄羅斯的湖泊，位於該國西部韃靼斯坦共和國，由萊舍沃區負責管轄，長0.17公里、寬0.9公里，面積1.3公頃，平均水深4米，最大水深6.5米。